# Aminoreks
Aminoreks – organiczny związek chemiczny stosowany jako lek z grupy stymulantów. Jest objęty Konwencją o substancjach psychotropowych z 1971 roku (wykaz IV). W Polsce jest w grupie IV-P Ustawy o przeciwdziałaniu narkomanii.
Można go otrzymać w reakcji 2-amino-1-fenyloetanolu z bromocyjanem. Powstała hydroksycyjanoamina spontanicznie cyklizuje. Po przerobie produkt wytrąca się w postaci białego krystalicznego osadu: